# Josepha Hellmuth
Josepha Hellmuth, nata Heist o Heiss (Monaco di Baviera, 1757 – Magonza, 1798 circa), è stata un'attrice teatrale e soprano tedesca. È stata anche maestra di canto.

## Biografia
Ricevette la formazione al canto presso il cantante di corte Giovanni Valesi. Cominciò nella compagnia di Marchand, insieme a suo marito, Karl Hellmuth. Poi fece parte, ancora col marito, con i fratelli del marito e con la suocera Franziska Hellmuth, della compagnia di teatro di Abel Seyler, con la quale cantò a Magonza, Weimar e Gotha (1772). Si esibì anche in concerti, tra gli altri a Francoforte, e vi aveva ammiratori. Fu invitata al teatro di corte di Monaco nel 1776 e a quello di Dresda nel 1785. Nel 1785, fece una tournee con suo sposo in tutta Germania. Nel 1787 si esibì con il marito per una stagione a Zurigo. Dopo di che fu scritturata comme cantante di camera alla corte di Magonza, al momento della creazione del Teatro nazionale nel 1788. Poi si ritirò a Ratisbona, e morì a Magonza.
Secondo alcune fonti sarebbe stata la madre di Marianne, e di Katherine Hellmuth, anch'esse cantatrici, piuttosto della suocera, Franziska.
Tra i suoi studenti, si ricorda la Schick.

## Interpretazioni
La sua voce era potente negli alti e aveva grande flessibilità.
Alcuni ruoli
- Arethusa nel Ceres di Einsiedel, nel 1773[11]
- Parthenia nellʾAlceste di Schweizer[5]